# Predrag Kikinđanin
Predrag Kikinđanin (Kotor,1971) je vaterpolista.

## Biografija
Predrag je završio trenersku školu i dobio međunarodno priznatu trenersku diplomu. U vaterpolu je 31 godinu, od toga je 24 godine aktivni vaterpolista (igrač), a 17 godina je prvoligaš. Od 2005 postaje vaterpolo trener. U njegovoj igračkoj karijeri trenirali su ga vrhunski treneri: Nenad Manojlović, Petar Porobić, Nikola Stamenić, Slobodan Vičević, Andrija Popović, Zoran 
Gopčević. Sa Nenadom Manojlovićem (arhitekta modernog vaterpolo-a) je završio svoju igračku karijeru. Predrag je bio postavljen za trenera omladinske ekipe Niša od strane Nenada Manojlovića.
Srećno je oženjen svojom suprugom Marijom Markovski sa kojom živi u Nišu.

## Profesionalno Iskustvo
| Godina    | Klub               | Grad        |
| --------- | ------------------ | ----------- |
| 1986-1991 | Primorac           | Kotor       |
| 1991-1995 | Jadran Herceg Novi | Herceg Novi |
| 1995-1998 | Niš Klasik         | Niš         |
| 1998-1999 | Spartak Subotica   | Subotica    |
| 1999-2001 | Budvanska Rivijera | Budva       |
| 2001-2004 | Niš Klasik         | Niš         |

## Dostignuća
| Godina    | Dostignuće                                                                     |
| --------- | ------------------------------------------------------------------------------ |
| 1985      | Drugo mesto sa pionirima Kotora u Jugoslaviji                                  |
| 1987      | Prvo mesto sa kadetima Kotora u Jugoslaviji                                    |
| 1989      | Drugo mesto sa omladincima Kotora u Jugoslaviji                                |
| 1986/89   | Igrao za kadetsku i omladinsku reprezentaciju Jugoslavije                      |
| 1994      | Drugi strelac Super Lige-58 golova, iza Dejana Savića (Jadran Herceg Novi)     |
| 2000      | Drugi strelac Super Lige-50 golova, iza Aleksandra Šapića (Budvanska Rivijera) |
| 2001/2004 | Kapiten Niš Klasik-a                                                           |
| 2003/04   | Kao član VK Niš-Klasik-a osvojio je drugo mesto u prvenstvu SCG                |

Takođe 2003/04 igrao je i polufinale LEN trofeja sa Niš klasikom.
Trenerska dostignuća
| Godina  | Dostignuće                                                                           |
| ------- | ------------------------------------------------------------------------------------ |
| 2004/05 | Kao trener omladinaca Niša osvojio 3. mesto na prvenstvu Srbije i Crne gore          |
| 2005    | Postavljen za šefa stručnog štaba i trenera Prvog tima                               |
| 2006/07 | Zauzima 4. mesto sa prvom ekipom Niša i izboreno učešće u evro kupovima (LEN trofej) |
| 2008/09 | 3. mesto u Super Ligi, izborene kvalifikacije za Ligu Šampiona                       |
| 2009/10 | Zauzima 4. mesto u Super Ligi izboreno učešće u evro kupovima (LEN trofej)           |